# Freddy Rincón
Freddy Eusebio Rincón Valencia (pronunție în spaniolă [ˈfɾeði riŋˈkon]; n. 14 august 1966, Buenaventura⁠(d), Valle del Cauca⁠(d), Columbia – d. 13 aprilie 2022, Cali, Columbia) a fost un fotbalist columbian retras din activitate, care a jucat pe post de mijlocaș la echipe ca Corinthians, Palmeiras și América de Cali. Pe plan internațional, are prezențe la națională pentru Columbia. După încheierea carierei, a devenit antrenor.
A adunat 84 de prezențe la națională între 1990–2001.

## Legături externe
- Freddy Rincón pe site-ul National-Football-Teams.com
- International statistics at rsssf
- What happened to Freddy Rincon? at Realmadridnews.com